# 阿芒斯河畔瓦雷讷
阿芒斯河畔瓦雷讷（法語：Varennes-sur-Amance，法語發音：[vaʁɛn syʁ amɑ̃s]）是法国上马恩省的一个市镇，属于朗格勒区。阿芒斯河畔瓦雷讷曾于1972年与市镇尚皮尼苏瓦雷讷和谢佐合并为市镇泰尔纳塔勒。1986年，尚皮尼苏瓦雷讷从泰尔纳塔勒脱离。2012年，泰尔纳塔勒拆分回原来的阿芒斯河畔瓦雷讷与谢佐。

## 地理
阿芒斯河畔瓦雷讷（47°53'45"N, 5°37'17"E）面积12.64 平方千米，位于法国大東部大區上马恩省，该省份为法国东北部内陆省份，北起马恩省和默兹省，西接奥布省，西南接科多尔省，东南接上索恩省，东临孚日省。
与阿芒斯河畔瓦雷讷接壤的市镇（或旧市镇、城区）包括：维克、阿尔比尼苏瓦雷讷、巴西尼地区塞勒、尚皮尼苏瓦雷讷、谢佐、下夸菲、拉韦尔努瓦、巴西尼地区马西伊。
阿芒斯河畔瓦雷讷的时区为UTC+01:00、UTC+02:00（夏令时）。

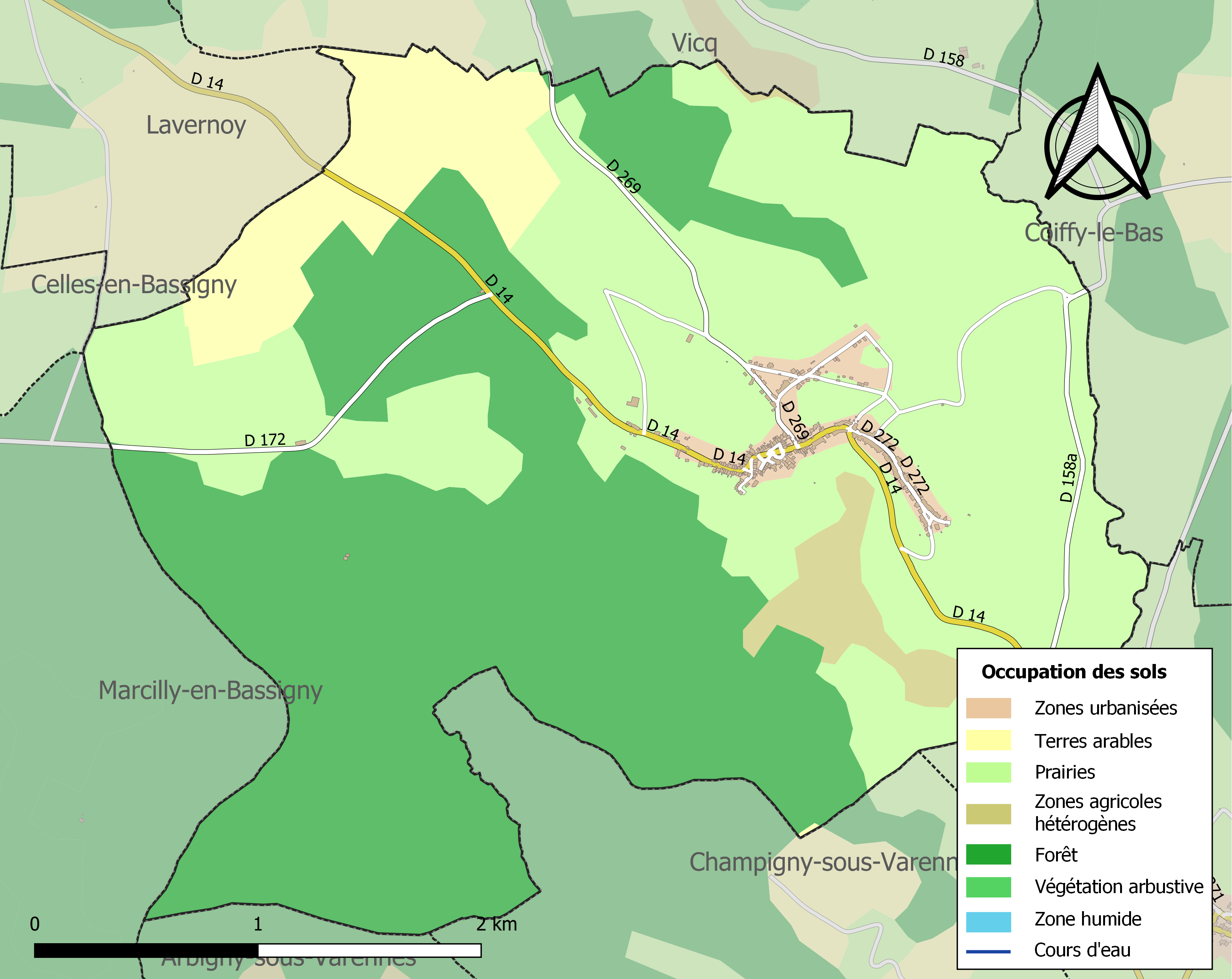
阿芒斯河畔瓦雷讷的OSM定位图

## 行政
阿芒斯河畔瓦雷讷的邮政编码为52400，INSEE市镇编码为52504。

## 政治
阿芒斯河畔瓦雷讷所属的省级选区为沙兰德雷县。

## 人口
阿芒斯河畔瓦雷讷于2022年1月1日时的人口数量为257人。